# Bakau United FC
Bakau United Football Club w skrócie Bakau United FC – gambijski klub piłkarski mający siedzibę w mieście Bakau, grający niegdyś w pierwszej lidze.

## Sukcesy
- Puchar Gambii[1]:
  - zwycięstwo (1): 2005.

## Występy w afrykańskich pucharach
| Sezon | Rozgrywki           | Runda   | Kraj                     | Klub                    | Dom | Wyjazd | Dwumecz |
| ----- | ------------------- | ------- | ------------------------ | ----------------------- | --- | ------ | ------- |
| 2006  | Puchar Konfederacji | wstępna | Wybrzeże Kości Słoniowej | Jeunesse Club d’Abidjan | –   | –      | –       |

## Stadion
Domowe mecze klub rozgrywa na stadionie o nazwie Serrekunda East Mini Stadium w Serrekundzie, który może pomieścić 5000 widzów.